# Aurignac

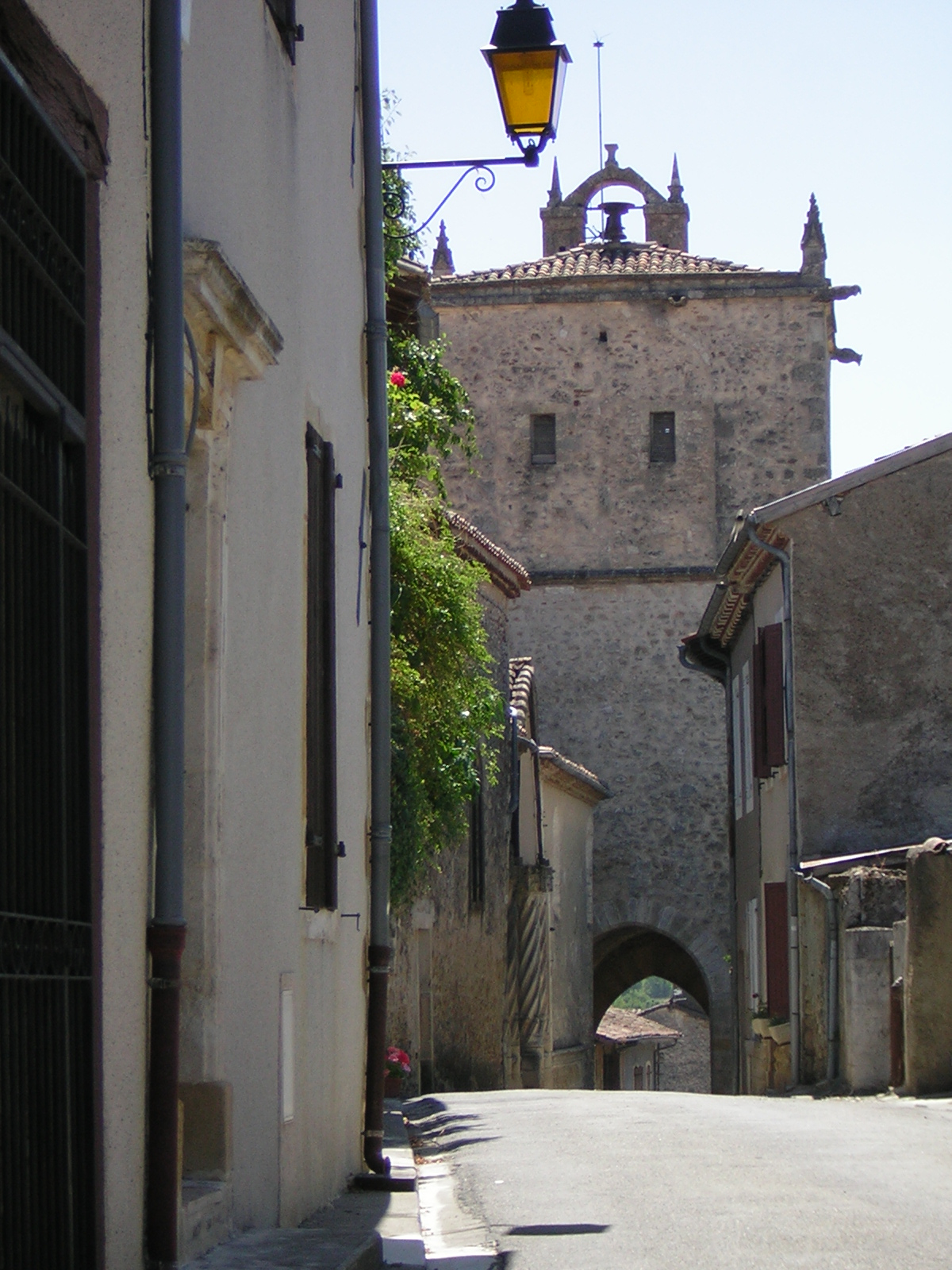

Aurignac ou, em português, Aurinhaque é uma comuna francesa do departamento de Alta Garona, mundialmente famosa por seus sítios arqueológicos, onde foram encontradas as mais representativas formas de arte paleolítica, conhecido por Período Aurignaciano.

Brasão de Aurignac.